# Michela Carrara
Michela Carrara (Aosta, 10 maggio 1997) è una biatleta italiana.

## Biografia
Originaria di La Salle, è nipote del fondista e biatleta Valter Jordaney e del biatleta Pieralberto Carrara, quest'ultimo vincitore dell'argento individuale ai Giochi olimpici invernali di Nagano 1998.
Ai mondiali di Anterselva 2020 si è classificata 49ª nell'individuale, 67ª nello sprint e 10ª nella staffetta, con Lisa Vittozzi, Dorothea Wierer e Federica Sanfilippo.
Alla rassegna iridata di Pokljuka 2021 ha migliorato tutti i suoi piazzamenti, giungendo 31ª nell'individuale, 23ª nello sprint, 38ª nel pursuit e 9ª nell staffetta, sempre con Lisa Vittozzi, Dorothea Wierer e Federica Sanfilippo.
Si è qualificata all'Olimpiade di Pechino 2022; ai Mondiali di Nové Město na Moravě 2024 si è piazzata 45ª nella sprint e 33ª nell'inseguimento e a quelli di Lenzerheide 2025 è stata 5ª nella sprint, 8ª nell'inseguimento, 27ª nell'individuale, 13ª nella partenza in linea e 7ª nella staffetta.

## Palmarès

### Mondiali juniores
- 2 medaglie:
  - 1 oro (sprint a Brezno-Osrblie 2017)
  - 1 argento (inseguimento a Brezno-Osrblie 2017)

### Coppa del Mondo
- Miglior piazzamento in classifica generale: 38ª nel 2025